# Symmimetis cristata
Symmimetis cristata är en fjärilsart som beskrevs av W. Warren 1897. Symmimetis cristata ingår i släktet Symmimetis och familjen mätare. Inga underarter finns listade i Catalogue of Life.